# 1121 Natascha
Az 1121 Natascha (ideiglenes jelöléssel 1928 RZ) a Naprendszer kisbolygóövében található aszteroida. Pelageja Sajn fedezte fel 1928. szeptember 11-én.